# Cueva de Quri Qale
La Cueva de Quri Qale está situada al noroeste de Ravansar en el país asiático de Irán y es uno de los principales atractivos turísticos de la región. Quri Qale es una de las cuevas más largas en el oeste de Asia y es conocida por su abundancia de espeleotemas y sus hallazgos arqueológicos. Por primera vez la cueva fue conocida en la década de 1950, en esa primera oportunidad al estudiarla, se documentaron los primeros 550 metros y se determinó que tenía una profundidad de 55 m . Más tarde, un equipo iraní abrió su parte inferior bloqueada en 1989.